# منزل البير (ذي السفال)

تعديل مصدري - تعديل

منزل البير محلة تابعة لقرية شقح، التابعة لعزلة شقح وطانف بمديرية ذي السفال إحدى مديريات محافظة إب في الجمهورية اليمنية، بلغ تعداد سكانها 41 حسب تعداد اليمن لعام 2004.